# إدوين ويلي غروف
إدوين ويلي غروف (بالإنجليزية: Edwin Wiley Grove) هو شخصية أعمال أمريكي، ولد في 1850 في وايتفيل في الولايات المتحدة، وتوفي في 1927.